# Josef Vludyka
Josef Vludyka (23. října 1935 – 31. července 1995) byl český fotbalista. Je pohřben v Ostravě.

## Hráčská kariéra
V československé lize hrál za Baník Ostrava, aniž by skóroval. V I. lize začínal jako obránce, nastupoval však také ve středu pole a v útoku. V nižších soutěžích působil v Jiskře Hrušov.

### Prvoligová bilance
| Ročník             | Zápasy | Góly | Minuty | Klub              |
| ------------------ | ------ | ---- | ------ | ----------------- |
| I. liga 1955       | –      | 0    | –      | DSO Baník Ostrava |
| I. liga 1956       | –      | 0    | –      | DSO Baník Ostrava |
| I. liga 1957/58    | –      | 0    | –      | TJ Baník Ostrava  |
| I. liga 1958/59    | –      | 0    | –      | TJ Baník Ostrava  |
| I. liga 1960/61    | 4      | 0    | 147    | TJ Baník Ostrava  |
| CELKEM I. ČS. LIGA | –      | 0    | –      |                   |